# John Manners, 8. Earl of Rutland
John Manners, 8. Earl of Rutland (* 10. Juni 1604 in Aylestone, Leicestershire; † 29. September 1679 in Nether Haddon, Derbyshire), war ein englischer Peer und Politiker.
Er war der Sohn des Sir George Manners und der Grace Pierrepont. Väterlicherseits war er ein Urenkel des Thomas Manners, 1. Earl of Rutland (um 1488–1543). Seine Mutter war die Schwester des Robert Pierrepont, 1. Earl of Kingston-upon-Hull.
Von 1619 bis 1621 studierte er am Queens’ College der University of Cambridge und wurde anschließend am Inner Temple als Barrister zugelassen.
Beim Tod seines Vaters am 23. April 1623 erbte er dessen Ländereien, einschließlich des Familiensitzes Haddon Hall in Derbyshire. Von Februar bis Juni 1626 nahm er als Knight of the Shire für Derbyshire an Sitzungen des House of Commons teil. 1632 bis 1636 hatte er das Amt des High Sheriff von Derbyshire inne. Im April und Mai 1640 nahm er erneut als Parlamentsabgeordneter für Derbyshire am Kurzen Parlament teil. Beim Tod seines Cousins zweiten Grades George Manners, 7. Earl of Rutland, erbte er am 29. März 1641 dessen Ländereien, einschließlich des Familiensitzes Belvoir Castle in Leicestershire, sowie dessen Adelstitel als 8. Earl of Rutland und wurde dadurch Mitglied des House of Lords. Im März 1642 wurde er Lord Lieutenant von Derbyshire. Im Konflikt zwischen König Karl I. und dem Parlament, gehörte er zu den gemäßigten Parlamentariern. Als sich im Januar 1643 das Parlament in Opposition zum König in Oxford versammelte, war er einer der 22 Peers, die in Westminster blieben.
Im Englischen Bürgerkrieg wurde Belvoir Castle 1643 von Royalisten erobert und 1645 nach einer Belagerung von den Parlamentariern eingenommen. Wegen des militärischen Potentials des Anwesens wurde Belvoir Castle schließlich 1649 von den Parlamentstruppen geschleift und dadurch im Wesentlichen zerstört. Der Earl of Rutland erhielt nach einigem Protest vom Parlament eine Entschädigung zugesprochen und lebte in der Folgezeit vorwiegend auf seinem Anwesen Haddon Hall. Nach der Stuart-Restauration ließ er Belvoir Castle bis 1668 wiederaufbauen. Von 1667 bis 1677 war er Lord Lieutenant von Leicestershire. 1679 starb er auf seinem Anwesen Haddon Hall und wurde in Bottesford in Leicestershire bestattet.

## Ehe und Nachkommen
1628 heiratete er in Barnwell Castle Hon. Frances Montagu, Tochter des Royalisten Edward Montagu, 1. Baron Montagu of Boughton. Mit ihr hatte er sieben Kinder:
- Lady Margaret Manners († 1682) ⚭ James Cecil, 3. Earl of Salisbury;
- Lady Dorothy Manners († 1698) ⚭ Anthony Ashley Cooper, 2. Earl of Shaftesbury;
- Lady Elizabeth Manners († 1700) ⚭ James Annesley, 2. Earl of Anglesey;
- Lady Frances Manners (1630–1660) ⚭ John Cecil, 4. Earl of Exeter;
- Lady Grace Manners (1632–1700), ⚭ (1) Patrick Chaworth, 3. Viscount Chaworth, ⚭ (2) Sir William Langhorne, 1. Baronet;
- John Manners, 1. Duke of Rutland (1638–1711);
- Lady Anne Manners (* um 1655) ⚭ Scrope Howe, 1. Viscount Howe.

Sein einziger Sohn John wurde am 6. März 1679 zum Baron Manners of Haddon erhoben, erbte die Titel seines Vaters als 9. Earl of Rutland und wurde schließlich 1703 zum Duke of Rutland erhoben.